# Ауксохроми
Ауксохроми односно ауксохромне групе омугућавају појединим материјама да делује као боје, тј. дају им способност бојење других материја. 
Присуство ауксохрома је један од услова да бојена материја постане боја. Основна карактеристика боја је незасићеност њихових молекула. Атомске групе које условљавају обојеност називају се хромоформне групе, а хемијска једињења која садрже ове групе су хромогени. Да би хромоген постао боја, он мора да садржи ауксохромну групу. То су најчешће:
- амино група
- хидроксилна група
- карбоксилна група
- карбонатна -група